# 亞歷山德魯·埃普雷努
亞歷山德魯·埃普雷努（羅馬尼亞語：Alexandru Epureanu；1986年9月27日—）是一位摩爾多瓦足球運動員。在場上的位置是中後衛。他現在效力於土耳其足球超級聯賽球隊伊斯坦布爾足球俱樂部。他也代表摩爾多瓦國家足球隊參賽並且是摩爾多瓦的隊長。